# واتابرگر
واتابرگر (انگلیسی: Whataburger) رستوران‌های فست‌فود زنجیره‌ای آمریکایی است، که دارای شبکه‌ای از ۸۲۴ شعبه در ایالت‌های جنوبی آمریکا، با مرکزیت سن آنتونیو، تگزاس می‌باشد. واتابرگر در سال ۱۹۵۰ توسط هارمون دابسن و پل بارتن در کورپس کریستی، تگزاس راه‌اندازی شد و هم‌اکنون اکثریت سهام آن در اختیار خانواده دابسن می‌باشد.